# Otto Huber
Otto Huber (1944, Bischofswiesen, Baviera, Alemania) es un ecólogo italiano conocido por su trabajo en botánica, fitogeografía y la conservación de los neotrópicos.
Su enfoque académico ha sido principalmente en los biomas no forestados de la Guayana venezolana. A partir de la década de 1970, dirigió muchas expediciones pioneras a los inaccesibles tepuyes ( montañas de mesa ) de la región.
Ha sido autor de más de 120 publicaciones, incluyendo la mayor parte del primer volumen de la Flora de la Guayana venezolana. Como recolector de plantas, Huber fue más activo en todo el período 1974-1999. Sus colecciones de herbario suman más de 13.500 ejemplares, cada uno con tres a cuatro copias en promedio. Huber trabajó en estrecha colaboración con Julian Alfred Steyermark, uno de sus primeros mentores.
- La abreviatura «O.Huber» se emplea para indicar a Otto Huber como autoridad en la descripción y clasificación científica de los vegetales.[4]